# Tibro
Tibro è una città della Svezia, capoluogo del comune omonimo, nella contea di Västra Götaland. Ha una popolazione di 8.005 abitanti.